# ザッキー・ヴェンジェンス
ザッキー・ヴェンジェンス（Zacky Vengeance 1981年12月11日 - ）はアメリカ合衆国のヘヴィメタル・バンド、アヴェンジド・セヴンフォールドのギタリストで結成メンバーの一人。
本名ザッカリー・ジェームズ・ベイカー（Zachary James Baker）。

## 経歴

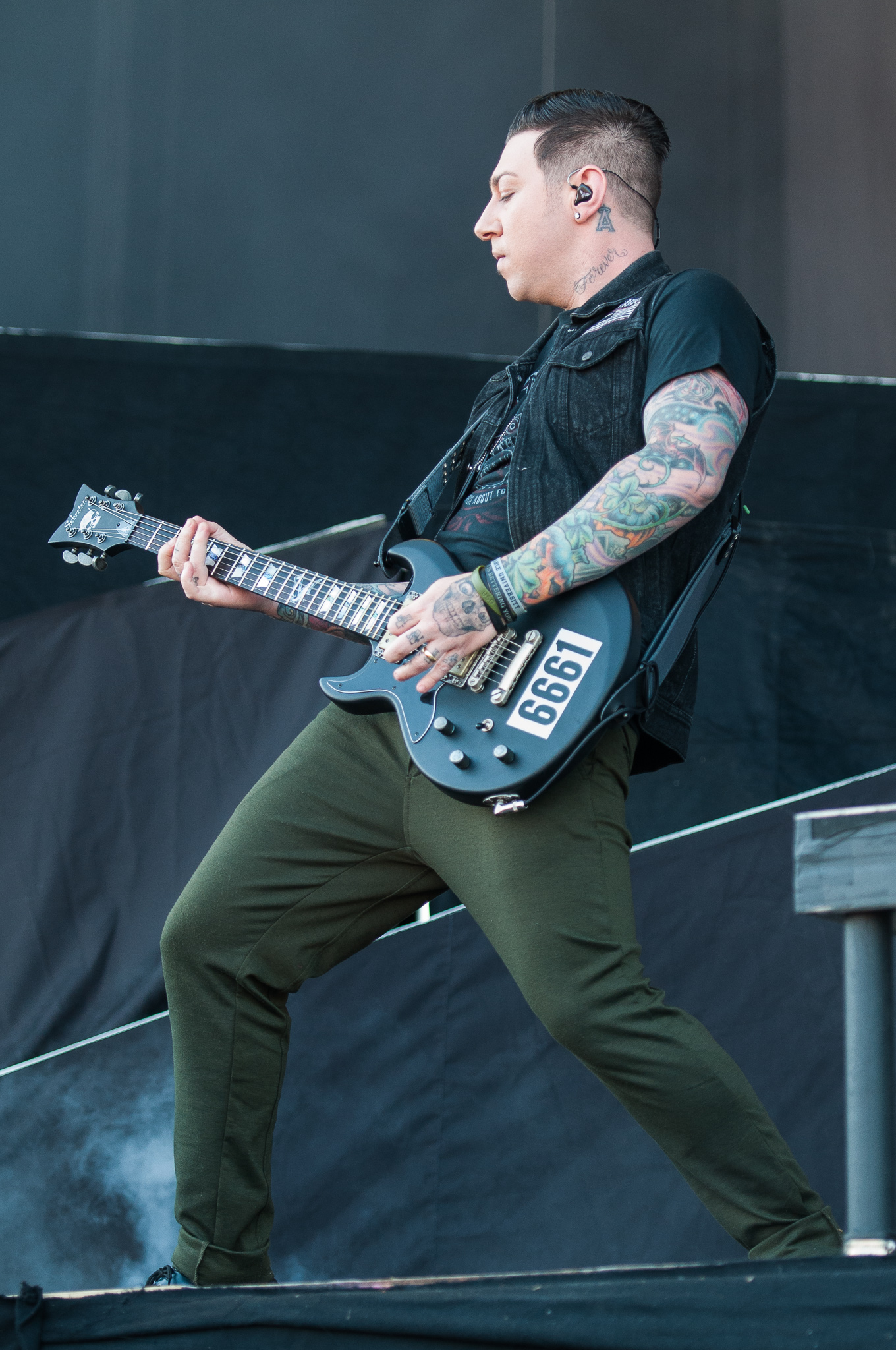
ザッキー・ヴェンジェンス

ザッキーが13歳の頃、両親から初めてギターを購入してもらい、独学でギターを演奏することを学んだ。ハンティントンビーチ高校に通った。高校在学中にパンク・ロックバンド「マッド・ポルノ・アクション」を結成。同バンドではリードボーカル兼ギタリストを務めていた。イベントや少人数のオーディエンスステージなどでライブ活動をしていた。とある学校のライブの時、ザッキーのマイクが盗まれたため翌日、警察が自宅に訪問した。この件によって、バンドであまり成功しなかったことを認めて、解散した。
同バンドは解散。その後、1999年にアヴェンジド・セヴンフォールドを結成する。

## 使用機材

### ギター
- Fender squier stratocaster
- Schecter S-1 Elite (Vengeance Custom Models)
- Schecter S-1 Blackjack
- Schecter Tempest Extreme
- Schecter Devil ZV Special
- Schecter Vengeance Spec Silver
- Schecter Vengeance Mirror
- Boss NS-2 Noise Suppressor
- Boss TU-2 Chromatic Tuner
- Boss RV-5 Reverb
- JetCity JCA100H
- Bogner Ubershall Head e 4x12 Cab
- Mesa/Boogie Dual Rectifier Head
- Ernie Ball 2215 Skinny Top Heavy Bottom Strings

## 人物
ファッションブランド「Vengeance University」を所有している。2匹の犬を飼っている。好きなバンドはミスフィッツであり、同バンドのタトゥーを入れている。好きなスポーツは野球であり、高校在学中は有名な野球選手であった。